# Rachid Marif
Rachid Marif, né le 21 mai 1943 à Cherchell est un homme politique algérien, actuellement Ambassadeur d'Algérie à Rome.

## Fonctions
- Depuis 2005, Ambassadeur d'Algérie auprès de l'Italie, la Bosnie-Herzegovine, Malte et Saint-Marin[1]
- 2002-2005, Directeur-général du protocole à la Présidence de la République
- 1992-1993, Secrétaire d'Etat au Tourisme
- Directeur de l'Office Nationale Algérienne du Tourisme (ONAT)[2]